# Girón
Girón est une ville colombienne du département de Santander.